# Roman Hladysh
Roman Hladysh –em ucraniano, Роман Гладиш– (Leópolis, 12 de outubro de 1995) é um desportista ucraniano que compete no ciclismo na modalidade de pista. Ganhou duas medalhas no Campeonato Europeu de Ciclismo em Pista, ouro em 2018 e bronze em 2017, ambas na carreira de scratch.

## Medalheiro internacional
| Campeonato Europeu | Campeonato Europeu     | Campeonato Europeu | Campeonato Europeu |
| Ano                | Lugar                  | Medalha            | Competição         |
| ------------------ | ---------------------- | ------------------ | ------------------ |
| 2017               | Berlim ( Alemanha)     | Medalha de bronze  | Scratch            |
| 2018               | Glasgow ( Reino Unido) | Medalha de ouro    | Scratch            |